# Lamborghini Temerario
La Lamborghini Temerario est une supercar du constructeur automobile italien Lamborghini produite à partir de 2024. Elle succède à la Lamborghini Huracán produite a partir de 2014.

## Présentation
La Temerario (code interne LB634)  est présentée le 16 août 2024 lors de la Monterey Car Week.

## Caractéristiques générales
À l'intérieur, la Temerario reprend en grande partie la planche de bord de la Revuelto.
Un pack sportif nommé Alleggerita permet d'économiser 25 kg avec des jantes et des éléments de carrosserie en fibre de carbone, et d'optimiser l'aérodynamique de 62 %.

### Motorisation
Le modèle échange le V10 atmosphérique de ses prédécesseures pour un V8 hybride rechargeable de 800 chevaux associé à 3 moteurs électriques (2 à l'avant et 1 au niveau de la boîte à double embrayage à 8 rapports) associés à une batterie d'une capacité de 3,8 kWh. La boîte de vitesses est transversale et montée derrière le moteur. Lamborghini a déclaré que la vitesse maximale de la Temerario était supérieure à 340 km/h et que le 0 à 100 km/h s'abattait en 2,7 secondes.

## Apparitions dans les jeux-vidéos
La Lamborghini Temerario apparaît dans Asphalt Legends Unite. Elle s'obtient gratuitement dans son événement spécial. Elle dispose d'un autocollant exclusif Bridgestone pour fêter la naissance du partenariat entre la marque de pneumatiques et le jeu-vidéo.